# Chirinkotan
Chirinkotan (en ruso, Чиринкотан, y en japonés, Chirinkotan) es una isla rusa en el archipiélago de las Kuriles. Tiene una superficie de 6 km². Pertenece al grupo de las Kuriles septentrionales. 

## Geografía
La isla de Chirinkotan se encuentra entre las coordenadas geográficas siguientes:
- latitud: 48°58' N,
- longitud: 153°29' E,
- máxima altitud: 742 m s. n. m.

Al este se encuentran las islas Ekarma y Shiashkotan.
Administrativamente es controlada por el óblast de Sajalín.
- Datos: Q1350107
- Multimedia: Chirinkotan / Q1350107